# متمهدی

در لغت‌نامه دهخدا دربارهٔ این لغت اینگونه آمده‌است:
متمهدی . [م ُ ت َ م َ] (ع ص) دروغزن در دعوی مهدویت. مدعی مهدویت. آن که بدروغ دعوی مهدویت کند؛ و آن که دعوی مهدویت کند و نباشد. (یادداشت به خط مرحوم دهخدا).
در ادیان مختلف و همین‌طور در دین اسلام بشارت‌هایی به موعود آخرالزمان داده شده‌است. در این روایات از نام او، نسبش، ویژگی‌های ظاهری او، حوادث پیش از ظهور مهدی و هدف ظهورش سخنانی به میان آمده‌است. افراد زیادی در طول تاریخ ادعای مهدویت نموده‌اند که با بررسی ویژگی‌های آنها با ویژگی‌های مطرح شده در تاریخ می‌توان به صحت ادعاهای آنها پی برد.